# Bordtennis under sommer-OL 2020
Bordtennis under Sommer-OL 2020 bliver afviklet over fem turneringer med i alt deltagelse af 172 spillere, med 86 spillere af hvert køn, fordelt på herre- og damesingle, herre- og dameteams og mixed double.

## Turneringsformat
Der er fem konkurrencer indenfor bordtennis ved de olympiske lege, hvor mixed double er kommet med for første gang. Ellers er konkurrencerne som tidligere i single og teams for begge køn. De to singleturneringer bliver afviklet som elimineringsturneringer, hvor de seedede spillere træder senere ind i turneringen end de useedede. I teamkonkurrencerne består hvert hold af tre spillere fra hver nation, og hver dyst består af fem kampe, hvor de fire er singler og en enkelt double.

## Medaljefordeling

### Medaljetabel
*   Værtsnation ( Japan)
| Rank           | NOC             | Guld | Sølv | Bronze | Total |
| -------------- | --------------- | ---- | ---- | ------ | ----- |
| 1              | Kina            | 4    | 3    | 0      | 7     |
| 2              | Japan*          | 1    | 1    | 2      | 4     |
| 3              | Tyskland        | 0    | 1    | 1      | 2     |
| 4              | Kinesisk Taipei | 0    | 0    | 1      | 1     |
| 4              | Hongkong        | 0    | 0    | 1      | 1     |
| Total (5 NOCs) | Total (5 NOCs)  | 5    | 5    | 5      | 15    |

### Medaljevindere
| Event        | Guld                                        | Sølv                                                          | Bronze                                               |
| ------------ | ------------------------------------------- | ------------------------------------------------------------- | ---------------------------------------------------- |
| Herresingle  | Ma Long · Kina                              | Fan Zhendong · Kina                                           | Dimitrij Ovtcharov · Tyskland                        |
| Damesingle   | Chen Meng · Kina                            | Sun Yingsha · Kina                                            | Mima Ito · Japan                                     |
| Team herrer  | Kina · Fan Zhendong · Ma Long · Xu Xin      | Tyskland · Dimitrij Ovtcharov · Patrick Franziska · Timo Boll | Japan · Jun Mizutani · Koki Niwa · Tomokazu Harimoto |
| Team damer   | Kina · Chen Meng · Sun Yingsha · Wang Manyu | Japan · Mima Ito · Kasumi Ishikawa · Miu Hirano               | Hongkong · Doo Hoi Kem · Lee Ho Ching · Minnie Soo   |
| Mixed double | Japan · Jun Mizutani · Mima Ito             | Kina · Xu Xin · Liu Shiwen                                    | Kinesisk Taipei · Lin Yun-ju · Cheng I-ching         |